# История Бутана
По археологическим данным, Бутан был населён ещё в 2000 году до нашей эры, но письменных свидетельств о древних временах почти нет. История страны известна преимущественно эпизодами, поскольку в 1827 году сгорела крупнейшая библиотека в тогдашней столице Бутана Пунакхе. Исторические события теперь уже неотделимы от легенд.

## Ранняя история Бутана
Несмотря на то, что ранняя история Бутана ещё плохо изучена, учёные, проводя археологические раскопки и исследуя каменные орудия, следы мегалитов, которые, возможно, использовались для пометки границы или ритуалов, пришли к выводу, что цивилизация на территории современного Бутана существовала ещё в 2000 г. до н. э. По мнению историков, наиболее достоверным периодом в истории Бутана является время существования государств Лхомон (Lhomon) (в переводе — «южный мрак») или Мон-Юл (Monyul). Скорее всего, это государство было частью Тибета, в котором не проповедовался буддизм. Предполагается, что Мон-Юл существовал между 500 г. до н. э. и 600 г. н. э. В сохранившихся книгах бутанских учёных встречаются также названия Лхомон-Ченденьонг (Lhomon Tsendenjong) и Лхомон-Кхаши (Lhomon Khashi), которые, скорее всего, были древними названиями Бутана.
Само название «Бутан», которое в XIX веке стало общепринятым названием этой страны, предположительно, произошло либо от санскритского слова Bhotaant («Bhot» — индийское название Тибета) или от Bhu-uttan («высокогорье»). Традиционное название Бутана с XVII века — Друк-Юл («страна людей дракона»).
Некоторые историки считают, что в доисторические времена на этой территории жили представители народа монпа (Monpa), которых нельзя отнести ни к тибетскому, ни к монгольскому народу. Население Мон-Юла придерживалось шаманизма, веры, почитавшей природу и злых, и добрых духов. В последний период существования этого государства, как рассказывают легенды, правитель Мон-Юла вторгся в район долин «дуаров», покорив территорию современного Ассама, Западной Бенгалии и Бихара в Индии.

## Проникновение буддизма в Бутан
Вероятно, буддизм проник в Бутан ещё во II веке.
Король Тибета Сонгцен Гампо (627—649) объявил буддизм официальной религией Тибета, и построил центральный монастырь Джокханг в Лхасе. Чтобы очистить Гималаи от демонических чар и установить мир, король за один день поставил по всем Гималаям 108 монастырей. Два из них на территории Бутана (Кийчу Лакханг в Паро и Джамбей Лакханг в Бумтанге) сохранились до сих пор и являются важнейшими местами паломничества. Сохранилось и несколько малых монастырей, в частности, в долине Хаа.

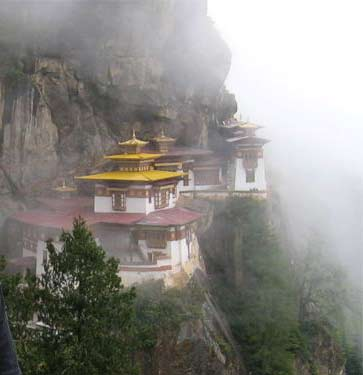
Монастырь Таксан Лакханг, в котором расположены основные пещеры медитации Падмасамбхавы, около Паро.

Хроники подробно описывают несколько визитов Падмасамбхава в Бутан в VIII веке.
После миссии Падмасамбхава буддизм широко распространился в Бутане.
Позже король Тибета Ландарма (836—842) запретил и преследовал буддизм, и многие монахи и учёные нашли прибежище в Бутане. Бутанский буддизм Друкпа Кагью представляет собой ветвь школы Кагью и берёт начало от ламы Цангпа.

## Развитие буддизма и отношения с Тибетом
Гьяре Еше Дорджи, основавшего на Тибете монастырь Друк (дракон) в городе Ралунг.
Эта школа укрепилась на окраинах Тибета, в Ладаке и в Бутане. Большую роль в
развитии бутанского буддизма сыграл Пема Лингпа, просветлённый юноша,
который увидел во сне ритуальные танцы, которые стали исполняться в монастырях, и разыскал
драгоценные терма (сокровища) оставленные Падмасамбхава в заводи Мембарцо в Бумтанге.

## Объединение Бутана приШабдрунге
Тибетский монах и художник Нгаванг Намгьял (Шабдрунг) (1594—1651)
стал королём в 1616 году, он смог объединить Бутан, и организовал повсеместно строительство
укреплённых крепостей (дзонгов) уступающих разве что дворцу Потала в Лхаса.
В 1627 году в Бутане побывали первые европейцы, иезуитские священники Эстеван Каселла и Жуан Кабрал, сообщения которых долгое время были единственными сведениями о Бутане.
В 1634 году во время Битвы пяти лам Шабдрунг смог победить объединённые тибетско-бутанские силы, после чего объединил Бутан в одно государство.

## Бутан после смертиШабдрунга
После смерти Шабдрунга Бутан погрузился в гражданскую войну, которая почти не
прерывалась двести лет. Предметом спора были в частности два Дуара («двери»)-
Ассамский Дуар и Бенгальский Дуар — территории, дающие выход с гор к реке
Брахмапутре.

## Вмешательство англичан

### Спор из-за Куч-Бехара
Британская империя пришла с Бутаном в близкое соприкосновение только в 1772, когда бутанские войска заняли пограничную страну Куч-Бехар. Куч-Бехарский раджа обратился к помощи англичан, и бутанцы были изгнаны. 25 апреля 1774 при посредничестве Тибета, между британским генерал-губернатором Уорреном Гастингсом и раджой Бутана был заключен мир, по которому раджа обещался приостановить всякие неприятельские вторжения в Куч-Бехар. После этих событий в Бутане побывал английский дипломатический агент Джордж Богль, собравший много новых сведений о Бутане.

### Спор из-за Дуаров
Лишь через много лет, после присоединения англичанами Ассама в 1838, Бутан опять столкнулся с англичанами. Порученное капитану Пембертону в 1837—1838 ведение с Бутаном переговоров о набегах бутанцев на Ассам осталось безуспешным, поэтому в 1840 англичане заняли семь проходов (так называемые ассамские дуары), ведущих из Бутана в Ассам.
В 1863 посол англичан к радже Бутана, Ашли Эден, и капитан Годвин Аустен подверглись в Пунакхе оскорблениям, были избиты, вымазаны в крови и взяты в плен. Бутан пытался принудить Эдена подписать акт о возвращении англичанами занятых ими ассамских дуаров. Это вызвало англо-бутанскую войну (также известную как Дуарская война), не особенно неудачную для англичан, кончившуюся мирным договором в Буксе (11 ноября 1865), по которому за англичанами остались дуары за ежегодную уплату ими Бутану 50 000 рупий, а Бутан со своей стороны обязался приостановить всякие набеги на английскую территорию. Залогом мира в руках англичан остались также обе сильные пограничные позиции — Бакса и Девангири.
В 1872—1873 полковнику Грэгему дано было поручение определить границы между Бутаном и Ассамом и подробно обозначить их рядом каменных столбов. Граница эта была проведена так, что Бакса и Девангири остались во владении англичан, за что Бутану были уступлены обратно дуарские проходы.

## Династия Вангчуков
Снова объединить и укрепить Бутан смог король Угьен Вангчук — Первый Король, установивший в 1907 году новую династию (которая правит до сих пор). Первый Король в прошлом участвовал в совместных с англичанами операциях, в частности в походе на Тибет 1904 года, получил титул сэра и награды английской короны. В 1910 году Первый Король заключил с Англией мир, в котором признал сюзеренные отношения, в обмен на полную автономию и невмешательство Англии во внутренние дела Бутана. (см. Пунакхский договор) С этого времени начинается период изоляции Бутана, когда Бутану удалось избежать участия в мировых войнах.

## Независимость Бутана
После объявления независимости Индии в 1947 году, Бутан также стал независимым. Однако за счёт изоляции, Бутан был не представлен в ООН и международных организациях, и ошибочно рассматривался мировым сообществом как индийский доминион. Позже Бутану пришлось бороться за вступление в ООН и доказательство своей юридической независимости. Третий король Джигме Дорджи Вангчук, вступивший на трон в 1952, начал политику постепенной модернизации. Китайское вторжение в Тибет заставило Бутан заключить пакт с Индией по защите Бутана от китайского вторжения, и до сих пор безопасность Бутана гарантируется индийскими войсками. Третий Король ввёл торговлю и активизировал денежное обращение в стране. Только в 1971 году Бутан вступил в ООН.

## Бутан в составе ООН
Четвёртый король Джигме Сингье Вангчук вступил на трон в 1972 году и провёл ряд реформ. В Бутан стали допускаться в ограниченном количестве зарубежные журналисты и туристы. Король постарался обеспечить страну инфраструктурой (электричеством, телефоном, радиосвязью, дорогами), минимально затрагивая экологию.

## Политический кризис 1974 года
Существуют немногочисленные сведения о политическом кризисе в Бутане в 1974 году, в причастности к которому были обвинены Гьяло Тондуб, брат Далай-ламы XIV, и Ладинг, официальный представитель Далай-ламы в Бутане. Далай-лама отверг любые обвинения в причастности к событиям. Правительством Бутана было проведено расследование, результаты которого до сих пор засекречены. После этих событий Тибетско-Бутанские отношения стали ухудшаться и, в совокупности с историческими и экономическими факторами, привели в итоге к депортации 2500 тибетцев из Бутана в Непал, Индию и оккупированный Китаем Тибет в 1979 году.

## Современный Бутан
В 1998 году король передал исполнительную власть Кабинету Министров, обеспечив сменяемость и ротацию высших чиновников. В 2002 году в
Бутане было введено национальное телевидение (до этого телевидение было запрещено). В последние годы Бутан достиг значительных успехов, благосостояние страны постепенно повышается, совершенствуется и модернизируется инфраструктура. Тем не менее Бутан крепко держится традиций.
В целом Бутан — мирное государство, оборона которого возложена на Индию, однако в 2003 Бутану пришлось провести военную операцию (см. Операция Бутана против ассамского сопротивления 2003).
13 ноября 2005 китайцы при поддержке армии вторглись в нескольких местах на территорию Бутана в округах Хаа, Вангди-Пходранг, Паро и Бумтанг, иногда на глубину до 20 км. Целью вторжения было проведение дорог и строительство нескольких мостов, таким образом китайцы подвели автомобильные дороги вплотную к границам бутанской территории с заходом немного вглубь страны. Позднее китайские дипломаты объясняли, что дороги — часть комплексной программы экономического развития инфраструктуры западного Китая. Проблема также в том, что по китайским картам 1961 небольшие приграничные районы Бутана обозначены как китайская территория, а чёткого соглашения о границе не существует. Активность китайцев вызвала дискуссии в правительстве. Бутанская армия незначительна, а оборона Бутана доверена индийской армии.
Часть правительства считает целесообразным замкнуть дорожную сеть и достроить дороги до китайской границы навстречу китайским для развития товарообмена. Другая часть правительства категорически против, опасаясь наводнения Бутана китайскими товарами и давления Китая. При этом контрабандный обмен товарами из Китая существует, и какое-то количество китайских товаров поступает в Бутан, несмотря на отсутствие дорог.
Король Бутана предполагал в 2008 году отречься от трона, одновременно проведя ряд демократических преобразований и первые в Бутане многопартийные выборы.
14 декабря 2006 года четвёртый король Бутана Джигме Сингье Вангчук (р. 1955) отрёкся от престола в пользу своего сына, Джигме Кхесар Намгьяла (р. 1980).